# Torsten Dresel
Torsten Dresel (* 25. April 1967 in Hagen) ist ein ehemaliger deutscher Wasserballspieler. Er war 1995 Europameisterschaftsdritter.

## Sportliche Karriere
Der 1,97 Meter große Torsten Dresel spielte wie sein Bruder Jörg beim Hohenlimburger SV. Nach dem freiwilligen Abstieg der Hohenlimburger in die Zweite Liga wechselten die Brüder zum SC Rote Erde Hamm. Torsten Dresel wurde 1986 Junioren-Europameister. 1988 debütierte er in der deutschen Nationalmannschaft. Dort bestritt er bis 1996 insgesamt 221 Länderspiele. Während Jörg Dresel auf der Center-Position spielte, war Torsten Dresel Centerverteidiger.
Im Januar 1991 belegte Dresel mit der deutschen Mannschaft den fünften Platz bei der Weltmeisterschaft in Perth. Ein halbes Jahr später bei der Europameisterschaft 1991 in Athen kam die deutsche Mannschaft auf den siebten Platz. Bei den Olympischen Spielen 1992 in Barcelona belegte die deutsche Mannschaft in der Vorrunde den vierten Platz in ihrer Gruppe und erreichte in den Platzierungsspielen den siebten Platz. Dresel warf in der Vorrunde zwei Tore.
1993 bei der Europameisterschaft in Sheffield wurde die deutsche Mannschaft Neunte. Auch im Jahr darauf bei der Weltmeisterschaft in Rom belegte die deutsche Mannschaft den neunten Platz. Dresel warf im Turnierverlauf vier Tore. 1995 war Wien Austragungsort der Europameisterschaft. In ihrer Vorrundengruppe belegten die Deutschen den zweiten Platz hinter den Italienern. Mit zwei Siegen und einer Niederlage wurden die Deutschen danach auch in der Zwischenrunde Gruppenzweite, diesmal hinter den Ungarn. Im Endspiel siegten die Italiener vor den Ungarn, im Spiel um den dritten Platz bezwangen die Deutschen die kroatische Mannschaft mit 11:10. Ein Jahr später bei den Olympischen Spielen 1996 in Atlanta war Dresel in acht Spielen dabei und erzielte drei Tore. Die deutsche Mannschaft belegte den neunten Platz.